# Квинт Публилије Филон
Квинт Публилије Филон (лат. Quintus Publilius Philo) био је римски војсковођа у Другом самнитском рату, политички реформатор и четвороструки римски конзул.
Први пут је постао конзул 339. п. н. е, за време Другог латинског рата. Заповедао је војском у бици у Фенектанској равници, где је потукао латинску војску, за шта је награђен тријумфом. Потом је проглашен и за диктатора. За време вршења диктаторске магистратуре донео је три одредбе, колективно назване Lex Publilia (Публилијев закон). Те одредбе су следеће:
1. Одлуке донесене плебисцитом важе за све грађане.
2. Сенат је морао да потврди законе пре него што изађу на гласање у центуријатске комиције.
3. Један од два цензора морао је бити плебејац.

Био је први плебејац који је постао претор (336. п. н. е.), а наредне године био је magister equitum под диктатором Луцијем Емилијем Мамерцином. Као цензор 332. п. н. е. са колегом Спуријем Постумијем Албином провео је цензус нових грађана, и том приликом створене су две нове трибе.
Током другог конзулата (327. п. н. е.) ратовао је са грчком колонијом Палеопољем у јужној Италији. Филон је опсео град, али га није могао освојити до краја своје магистратуре. Због овога је Сенат први пут у римској историји једном магистрату продужио магистратуру- Филон је добио звање проконзула до окончања рата са Палеопољем. Палеопољ је пао наредне године (326. п. н. е.) захваљујући издаји двојице Грка, а Филон је прославио тријумф.
Трећи пут је изабран за конзула 320. п. н. е, заједно са Луцијем Папиријем Курсором. Оба су изабрана као искусне војсковође да би одбранили Рим после пропасти у Каудинском кланцу. Оба конзула послата су у Самнијум. Курсор је опсео Луцерију, али су га Самнити опколили. Филон је одмах кренуо да спасе колегу, победио је Самните и заробио им логор, након чега је Курсор освојио Луцерију.
Четврти пут је изабран за конзула 315. године п. н. е.